# Lingai
Lingai is een bestuurslaag in het regentschap Kepulauan Anambas van de provincie Riau-archipel, Indonesië. Lingai telt 288 inwoners (volkstelling 2010).